# München–Zürich

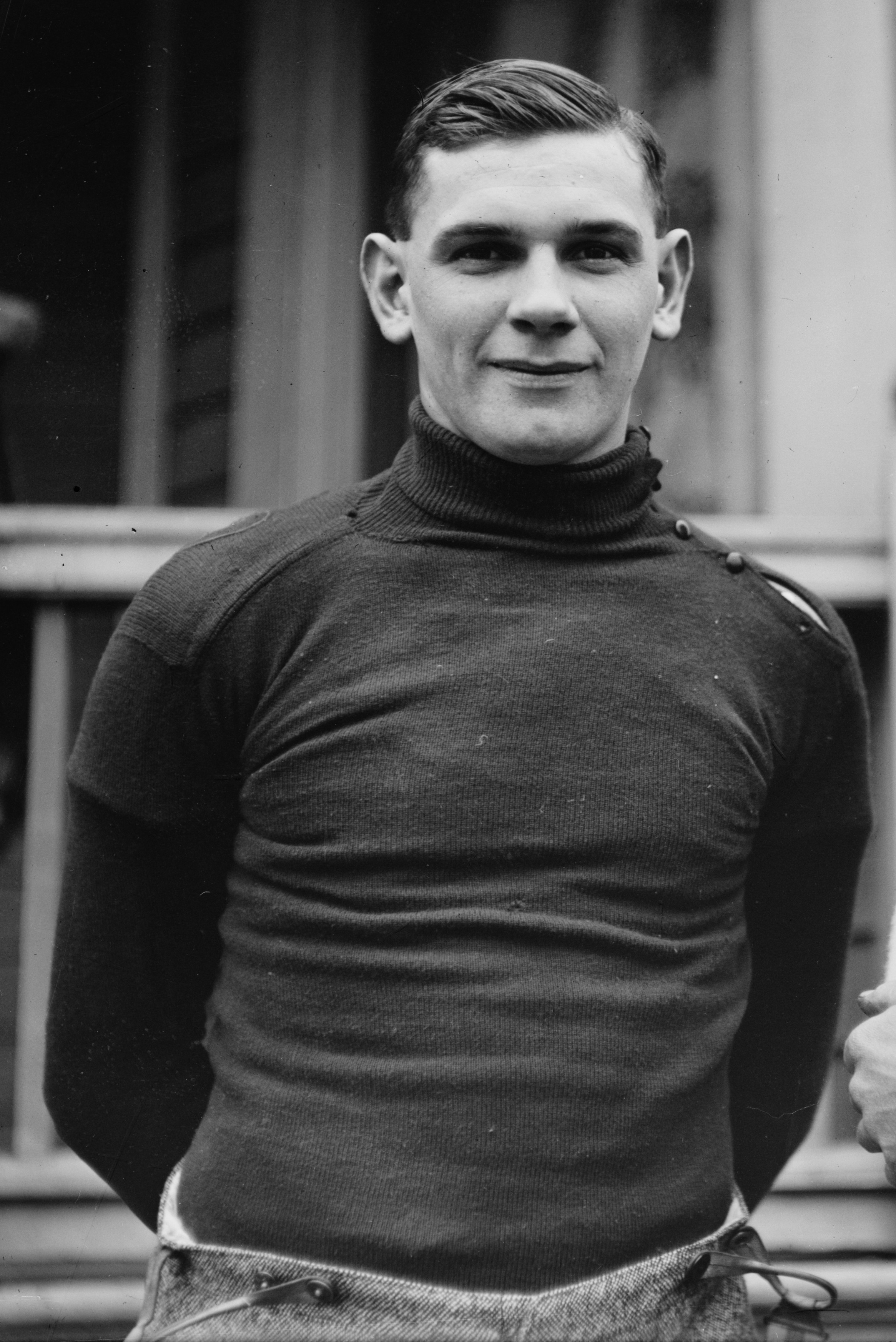
Paul Suter, Sieger 1911

München–Zürich war ein Straßenradrennen in Deutschland und in der Schweiz, es wurde als Eintagesrennen ausgetragen.

## Geschichte
München–Zürich wurde 1911 begründet und mit Unterbrechungen bis 1965 als Rennen für Berufsfahrer zwischen den Städten München und Zürich veranstaltet.
1911 und 1913 wurde das Rennen in umgekehrter Richtung ausgefahren.

## Palmarès
| Jahr      | Sieger             | Zweiter                  | Dritter         |
| --------- | ------------------ | ------------------------ | --------------- |
| 1911      | Paul Suter         | Karl Wittig              | Hans Hartmann   |
| 1912      | Paul Suter         | Robert Chopard           | Otto Wiedmer    |
| 1913      | Paul Suter         | Ernst Franz              | Franz Suter     |
| 1914–1921 | nicht ausgetragen  |                          |                 |
| 1922      | Heiri Suter        | Felix Manthey            | Charles Guyot   |
| 1923      | Heiri Suter        | Jean-Baptiste Mosselmans | Kastor Notter   |
| 1924      | Albert Dobbrack    | Kastor Notter            | Josef Remold    |
| 1925–1949 | nicht ausgetragen  |                          |                 |
| 1950      | Heinrich Schwarzer | Fritz Siefert            | Günther Pankoke |
| 1951–1961 | nicht ausgetragen  |                          |                 |
| 1962      | Nino Defilippis    | Giovanni Albisetti       | Piet Damen      |
| 1963      | Lambert van de Ven | Günter Tüller            | Rolf Maurer     |
| 1964      | Frans Brands       | Jan Boonen               | Guido Reybrouck |
| 1965      | Oreste Magni       | Jos Hoevenaers           | Rolf Maurer     |